# آندریاس بورانی
آندریاس بورانی Andreas Bourani (نام تولد اشتیگلمایر Stiegelmair، متولد ۲ نوامبر ۱۹۸۳) خواننده و ترانه سرای آلمانی است.

## حرفه‌ای
بورانی در خانواده‌ای مصری به دنیا آمد و تحت سرپرستی خانوادی آلمانی در آوگسبورگ در جنوب غرب ایالت باواریا در آلمان رشد کرد. او در دبیرستان در رشته موسیقی تحصیل کرد. در سال ۲۰۰۸ از مونیخ به برلین نقل مکان کرد.
او در سال ۲۰۱۱ آلبوم Staub & Fantasie رو ارائه کرد و در سال ۲۰۱۴ آلبوم Hey را روانه بازار کرد.

## صداپیشه
- موانا (فیلم) - مائوی (۲۰۱۶)
- ۶ ابرقهرمان - فرد (۲۰۱۴)